# Paul Morand
Paul Morand (París, 13 de març de 1888 - 24 de juliol de 1976) va ser un diplomàtic, novel·lista, dramaturg i poeta francès, considerat de «style moderne». Va ser membre de l'Acadèmia francesa.
Graduat de l'Institut d'Estudis Polítics de París (més conegut com a Ciències Po). Durant el període de preguerra, va escriure molts llibres curts que van destacar per l'elegància del seu estil,Va ser membre de l'Acadèmia francesa.
Va ser un graduat de l'Institut d'Estudis Polítics de París (més conegut com a Ciències Po). Durant el període de preguerra, va escriure molts llibres curts que van destacar per l'elegància del seu estil, concisió narrativa, i per l'observació de l'autor dels països que va visitar adit amb els seus punts de vista de la classe mitjana.
La reputació de Morand ha estat lligada a la seva actitud durant la Segona Guerra Mundial, per la seva col·laboració amb el Règim de Vichy i va ser un vocal antisemita. Quan va acabar la guerra, Morand va servir com a ambaixador a Berna, però el seu càrrec va ser revocat i es va exiliar a Suïssa.

## Llibres
- Fouquet ou Le Soleil offusqué, éditions Gallimard, París, 1961.
- Ouvert la nuit (1922)
- Fermé la nuit (1923)
- L'Europe galante
- Bucarest(1935)
- L'Homme pressé (1940)
- Venises (1970)
- Journal inutile (mémoires, en 2 volúmenes, 2002) 
  - Rien que la terre,
  - Magie noire (1927),
  - Paris-Tombouctou,
  - New York (1929),
  - Champions du monde (1930),
  - Papiers d'identité (1930),
  - Air indien,
  - Londres,
  - Rococó,
  - La Route des Indes,
  - L'heure qu'il est, chroniques de cet infatigable voyageur.
- Le Dernier Jour de l'Inquisition,
- Le Flagellant de Séville,
- Le Coucou et le Roitelet,
- L'Eau sous les ponts,
- Hécate et ses chiens,
- La Folle amoureuse,
- Fin de siècle,(1957)
- Nouvelles d'une vie,
- Les Écarts amoureux